# Església de Sant Cristòfol d'Anyós
Església de Sant Cristòfol d'Anyós er en kirke beliggende i Anyós, La Massana, Andorra. Kirken er registreret som kulturarv i Cultural Heritage of Andorra. Den blev bygget i det 12. århundrede.